# Silvestr (Lebedinskij)
Silvestr (světským jménem: Simeon nebo Pjotr Ivanovič Lebedinskij; 1. srpna 1754 – 17. listopadu 1808, Roveňki) byl ukrajinský duchovní Ruské pravoslavné církve a arcibiskup astrachaňský a kavkazský.

## Život
Narodil se 1. srpna 1754 v Charkovské gubernii v rodině ponomara.
Navštěvoval Pereslavský duchovní seminář a Charkovské kolegium, kde později vyučoval. Roku 1785 přijal mnišský postřih a kněžské svěcení.
Astrachaňský arcibiskup Nikeforos (Theotokis), který si přál přeměnit Astrachaňský duchovní seminář po vzoru Pereslavského, požádal o převedení jeromonacha Silvestra do své eparchie. Silvestr dorazil do Astrachaně v srpnu 1787. Byla mu svěřena stavba Ivanovskho monastýru a funkce prefekta semináře.
Dne 23. května 1790 byl Svatým synodem jmenován představeným monastýru Proměnění Páně s povýšením na archimandritu. Následující rok se stal rektorem semináře. Tuto funkci zastával do 27. května 1794, kdy byl převeden jako rektor Kazaňského duchovního semináře. Vykonával také službu představeného Svijažského Uspenského monastýru. Dne 25. července 1797 byl jmenován rektorem Kazaňské duchovní akademie a profesorem teologie.
Ovládal latinu a rád ji používal v konverzaci. Sepsal několik teologických děl, které byly používány jako učebnice akademie a mnohých seminářů.
Dne 25. září 1799 byl vysvěcen na biskupa malorossijského a perejaslavského, vikáře kyjevské eparchie a 17. prosince 1803 se stal biskupem poltavským a perejaslavským.
Dne 25. ledna 1807 byl převeden na astrachaňskou katedru s povýšením na arcibiskupa. Dne 10. ledna 1808 byl penzionován a 1. září získal funkci představeného Hluchivského monastýru. Cestou do monastýru onemocněl a 17. listopadu zemřel.